# Милер-Јуријев експеримент
Милер-Јуријев експеримент (или Јури-Милеров експеримент) је експеримент који је симулирао хипотетичке услове за које се сматрало да су постојали у Хадском геолошком периоду и проверавали су могућност хемијских почетака живота. Овај експеримент је подржавао хипотезу Александра Опарина и Ч. Б. С. Халдејна да су услови у Хадском геолошком периоду омогућавали хемијске реакције које су синтетисале органска једињења од неорганских. Овај експеримент 1952. године извели су Стенли Милер и Харолд Јури са Универзитета у Чикагу, а њихови резултати су објављени 1953.
После Милерове смрти 2007. године, научници који су испитивали конзервиране продукте оригиналног експеримента открили су да је настало много више од 20 различитих аминокиселина које је Милер добио у првобитном експерименту, и више од 20 који се јављају у живим бићима. Штавише, неки докази су наговестили да је Земљина првобитна атмосфера могла имати другачији састав гасова од оних коришћених у Милер-Јуријевом експерименту. Постоје докази о великим вулканским ерупцијама пре 4 милијарде година, које би могле да испусте угљен-диоксид, азот, водоник-сулфид (H2S) и сумпор-диоксид у атмосферу. Експерименти који су обухватали ове гасове уз оне у првобитном Милер-Јуријевом експерименту су произвели још разноврсније молекуле.

## Експеримент
У експерименту коришћени су вода (H2O), метан (CH4), амонијак (NH3) и водоник (H2). Све хемикалије биле су запечаћене у петолитарској стакленој посуди повезаној са боцом од 500 ml до пола пуном воде. Текућа вода у мањој посуди била је загрејана до индукционог испаравања, а водена пара је пуштена да улази у већу посуду. У другој посуди су се налазиле и две електроде између којих су се стварале варнице, које су симулирале муње у воденој пари и смеши гасова, а симулирана атмосфера поново је хлађена како би се вода кондензовала и капала у филтер у облику латиничног слова „U” на дну апаратуре.
Након једног дана, раствор сакупљен у филтеру постао је розе боје. На крају прве недеље непрекидног рада, посуда са кључалом водом је уклоњена, а додат је живин хлорид како би се спречила контаминација микробима. Реакција је заустављена додавањем баријум хидроксида и сумпорне киселине и упарена је како би се уклониле нечистоће. Користећи папирну хроматографију, Милер је идентификовао пет аминокиселина присутних у раствору: глицин, α-аланин и β-аланин су позитивно идентификовани, док су аспарагинска киселина и α-аминобутирна киселина биле мање извесне, јер су мрље биле слабе.
У интервјуу 1996. године, Стенли Милер се присетио експеримената које је извео током живота и изјавио:„Само укључивање искре у основном пребиотичком експерименту даће 11 од 20 аминокиселина”.
Као што је уочено у свим наредним експериментима, и леви (Л) и десни (Д) оптички изомери створени су у рацемској модификацији. У биолошким системима, скоро сва једињења су нерацемска или хомохирална.
Првобитни експеримент је данас под надзором бившег Милеровог и Јуријевог студента Џефрија Баде, професора на Универзитету Калифорније у Сан Дијегу. Апаратура коју су користили за извођење експеримента је изложена у Денверском музеју природе и науке.

## Хемија експеримента
Једнофазне реакције међу компонентама смеше могу произвести цијановодоничну киселину (HCN), формалдехид (CH2O) и друге активне посредне супстанце (ацетилен, цијаноацетилен, итд.):
CO2 → CO + [O] (атомски кисеоник)
CH4 + 2[O] → CH2O + H2O
CO + NH3 → HCN + H2O
CH4 + NH3 → HCN + 3H2 (БМА процес)
Формалдехид, амонијак и HCN затим реагују Стрекеровом синтезом како би формирали аминокиселине и остале биомолекуле:
CH2O + HCN + NH3 → NH2-CH2-CN + H2O
NH2-CH2-CN + 2H2O → NH3 + NH2-CH2-COOH (глицин)
Осим тога, вода и формалдехид могу реаговати преко Бутлерове реакције да би произвели различите шећере као што је рибоза.
Експерименти су показали да се једноставна органска једињења градивних блокова протеина и других макромолекула могу формирати из гасова са додатком енергије.